# Discografia di Shawn Mendes
La discografia di Shawn Mendes cantante canadese contiene quattro album in studio, due album live, un extended play e 16 singoli (compreso uno come artista ospite).
L'artist manager Andrew Gertler scoprì Mendes online nel gennaio 2014, portandolo nell'etichetta Island Records dove firmò infine il contratto e pubblicò il suo primo singolo Life of the Party a giugno 2014. È l'artista più giovane a debuttare nella classifica top 25 con una canzone nella classifica Billboard Hot 100. Il suo primo album in studio, Handwritten (2015), debuttò alla numero uno nella classifica Billboard 200 con 119.000 unità equivalenti, vendendo 106.000 copie nella sua prima settimana. Something Big fu pubblicato come secondo singolo dell'album il 7 novembre 2014, raggiungendo la posizione numero 80. Il terzo singolo estratto, Stitches, raggiunse la quarta posizione nella Billboard Hot 100, diventando la sua prima canzone nella top 10 negli Stati Uniti d'America. Il 18 novembre 2015, Mendes e Camila Cabello, a quel tempo all'interno del gruppo americano Fifth Harmony, pubblicarono la loro collaborazione I Know What You Did Last Summer. La canzone fu inclusa nella versione rivisitata e ripubblicata Handwritten. Mendes pubblicò il suo secondo album studio Illuminate nel 2016, che debuttò alla prima posizione nella Billboard 200 con 145.000 unità equivalenti, vendendo 121.000 copie nella sua prima settimana.

## Album

### Album in studio
| Anno | Titolo e dettagli                                                                                   | Classifiche | Classifiche | Classifiche | Classifiche | Classifiche | Classifiche | Classifiche | Classifiche | Classifiche | Classifiche | Certificazioni |
| Anno | Titolo e dettagli                                                                                   | CAN         | AUS         | DEN         | IRE         | ITA         | NOR         | NZL         | SWE         | UK          | USA         | Certificazioni |
| ---- | --------------------------------------------------------------------------------------------------- | ----------- | ----------- | ----------- | ----------- | ----------- | ----------- | ----------- | ----------- | ----------- | ----------- | --- |
| 2015 | Handwritten - Pubblicato: 14 aprile 2015 - Etichetta: Island - Formato: CD, LP, download digitale   | 1           | 18          | 2           | 11          | 10          | 1           | 18          | 4           | 12          | 1           | - CAN: 3x Platino - DEN: 3x Platino - ITA: Oro - NOR: Platino - SWE: 2x Platino - UK: Oro - USA: 2x Platino                     |
| 2016 | Illuminate - Pubblicato: 23 settembre 2016 - Etichetta: Island - Formato: CD, LP, download digitale | 1           | 3           | 1           | 1           | 3           | 1           | 2           | 1           | 3           | 1           | - CAN: 3x Platino - AUS: Platino - DEN: 4x Platino - ITA: Platino - NOR: Oro - SWE: 2x Platino - UK: Oro - USA: Platino         |
| 2018 | Shawn Mendes - Pubblicato: 25 maggio 2018 - Etichetta: Island - Formato: CD, LP, download digitale  | 1           | 1           | 2           | 2           | 2           | 2           | 2           | 5           | 3           | 1           | - CAN: 2x Platino - AUS: Platino - DEN: Platino - ITA: Oro - NOR: 3x Platino - NZL: Platino - SWE: Oro - UK: Oro - USA: Platino |
| 2020 | Wonder - Pubblicato: 4 dicembre 2020 - Etichetta: Island - Formato: CD, LP, download digitale       | 1           | 2           | 10          | 11          | 15          | 6           | 4           | 23          | 12          | 1           | |

### Album dal vivo
| Anno | Titolo e dettagli                                                                                             | Classifiche | Classifiche |
| Anno | Titolo e dettagli                                                                                             | CAN         | USA         |
| ---- | --- | ----------- | ----------- |
| 2016 | Live at Madison Square Garden - Pubblicato: 23 dicembre 2016 - Etichetta: Island - Formato: download digitale | —           | 200         |
| 2017 | MTV Unplugged - Pubblicato: 3 novembre 2017 - Etichetta: Island - Formati: CD, LP, download digitale          | 35          | 71          |

## Extended play
| Anno | Titolo e dettagli                                                                                     | Classifiche | Classifiche | Classifiche |
| Anno | Titolo e dettagli                                                                                     | CAN         | NZL         | USA         |
| ---- | --- | ----------- | ----------- | ----------- |
| 2014 | The Shawn Mendes EP - Pubblicato: 28 luglio 2014 - Etichetta: Island - Formato: CD, download digitale | 5           | 36          | 5           |

## Singoli

### Come artista principale
| Anno                                                                                          | Titolo                                               | Classifiche | Classifiche | Classifiche | Classifiche | Classifiche | Classifiche | Classifiche | Classifiche | Classifiche | Classifiche | Album                                                      |
| Anno                                                                                          | Titolo                                               | CAN         | AUS         | DEN         | IRE         | ITA         | NOR         | NZL         | SWE         | UK          | USA         | Album                                                      |
| --------------------------------------------------------------------------------------------- | ---------------------------------------------------- | ----------- | ----------- | ----------- | ----------- | ----------- | ----------- | ----------- | ----------- | ----------- | ----------- | ---------------------------------------------------------- |
| 2014                                                                                          | Life of the Party                                    | 9           | —           | —           | 34          | —           | —           | 6           | 37          | 99          | 24          | Handwritten                                                |
| 2014                                                                                          | Something Big                                        | 11          | —           | —           | —           | —           | —           | —           | —           | 109         | 80          | Handwritten                                                |
| 2015                                                                                          | Stitches                                             | 10          | 4           | 2           | 2           | 2           | 2           | 5           | 2           | 1           | 4           | Handwritten                                                |
| 2015                                                                                          | I Know What You Did Last Summer (con Camila Cabello) | 19          | 33          | 21          | 42          | 55          | 18          | —           | 24          | 42          | 20          | Handwritten                                                |
| 2016                                                                                          | Treat You Better                                     | 7           | 4           | 4           | 8           | 7           | 7           | 11          | 4           | 6           | 6           | Illuminate                                                 |
| 2016                                                                                          | Mercy                                                | 22          | 13          | 7           | 17          | 17          | 16          | 18          | 20          | 15          | 17          | Illuminate                                                 |
| 2017                                                                                          | There's Nothing Holdin' Me Back                      | 6           | 4           | 4           | 3           | 14          | 15          | 8           | 11          | 4           | 6           | Illuminate                                                 |
| 2018                                                                                          | In My Blood                                          | 9           | 9           | 12          | 13          | 35          | 10          | 13          | 11          | 10          | 11          | Shawn Mendes                                               |
| 2018                                                                                          | Lost in Japan (solo o con Zedd)                      | 39          | 27          | —           | 35          | 67          | —           | —           | 55          | 30          | 64          | Shawn Mendes                                               |
| 2018                                                                                          | Youth (feat. Khalid)                                 | 22          | 19          | 14          | 29          | 57          | 18          | 22          | 23          | 35          | 65          | Shawn Mendes                                               |
| 2018                                                                                          | Where Were You in the Morning?                       | 81          | 67          | —           | 79          | —           | —           | —           | 93          | 91          | —           | Shawn Mendes                                               |
| 2018                                                                                          | Nervous                                              | 66          | 51          | —           | —           | —           | —           | —           | 71          | 54          | 108         | Shawn Mendes                                               |
| 2019                                                                                          | If I Can't Have You                                  | 2           | 4           | 5           | 7           | 31          | 11          | 4           | 10          | 9           | 2           | Shawn Mendes                                               |
| 2019                                                                                          | Señorita (con Camila Cabello)                        | 1           | 1           | 1           | 1           | 1           | 1           | 1           | 1           | 1           | 1           | Shawn Mendes                                               |
| 2020                                                                                          | Wonder                                               | 4           | 13          | 28          | 15          | 86          | 16          | 19          | 22          | 20          | 18          | Wonder                                                     |
| 2020                                                                                          | Monster (con Justin Bieber)                          | 1           | 7           | 1           | 10          | 36          | 4           | 8           | 9           | 9           | 8           | Wonder                                                     |
| 2021                                                                                          | Summer of Love (con Tainy)                           | 17          | —           | —           | 50          | —           | 36          | —           | 48          | 62          | 48          | /                                                          |
| 2021                                                                                          | It'll Be Okay                                        | 46          | —           | —           | 53          | —           | 6           | —           | 24          | 52          | 102         | /                                                          |
| 2022                                                                                          | When You're Gone                                     | 13          | 22          | —           | 21          | —           | 17          | —           | 38          | 32          | 38          | /                                                          |
| 2022                                                                                          | Heartbeat                                            | —           | —           | —           | —           | —           | —           | —           | —           | —           | —           | Lyle, Lyle, Crocodile (Original Motion Picture Soundtrack) |
| 2023                                                                                          | What the Hell Are We Dying For?                      | —           | —           | —           | —           | —           | —           | —           | —           | —           | —           | /                                                          |
| 2024                                                                                          | Why Why Why                                          | 30          | —           | —           | 65          | —           | —           | —           | —           | 59          | 84          | Shawn                                                      |
| "—" indica che l'opera non si è classificata o che non è stata pubblicata in quel territorio. |                                                      |             |             |             |             |             |             |             |             |             |             |                                                            |

### Come artista ospite
| Anno | Titolo                                                        | Classifiche | Classifiche | Classifiche | Classifiche | Album          |
| Anno | Titolo                                                        | AUS         | IRE         | NZL         | UK          | Album          |
| ---- | ------------------------------------------------------------- | ----------- | ----------- | ----------- | ----------- | -------------- |
| 2014 | Oh Cecilia (Breaking My Heart) (The Vamps feat. Shawn Mendes) | 46          | 42          | 13          | 9           | Meet The Vamps |

## Video musicali
| Anno                    | Titolo                                                            | Regista                 |
| Come artista principale | Come artista principale                                           | Come artista principale |
| ----------------------- | ----------------------------------------------------------------- | ----------------------- |
| 2014                    | Something Big                                                     | Jon Jon Augustavo       |
| 2015                    | A Little Too Much                                                 | Blayre Ellestad         |
| 2015                    | Never Be Alone                                                    | Jon Jon Augustavo       |
| 2015                    | Life of the Party                                                 | Jon Jon Augustavo       |
| 2015                    | Aftertaste                                                        | Jon Jon Augustavo       |
| 2015                    | Stitches                                                          | Jay Martin              |
| 2015                    | Believe                                                           | Justin Francis          |
| 2015                    | I Know What You Did Last Summer (con Camila Cabello)              | Ryan Pallotta           |
| 2016                    | Treat You Better                                                  | Ryan Pallotta           |
| 2016                    | Ruin                                                              | Ryan Pallotta           |
| 2016                    | Mercy                                                             | Jay Martin              |
| 2017                    | There's Nothing Holdin' Me Back                                   | Jay Martin              |
| 2018                    | In My Blood                                                       | Jay Martin              |
| 2018                    | Nervous                                                           | Eli Russell Linnetz     |
| 2018                    | Lost In Japan                                                     | Jay Martin              |
| 2018                    | Youth                                                             | Anthony Mandler         |
| 2019                    | If I Can't Have You                                               |                         |
| 2019                    | Señorita (con Camila Cabello)                                     | Dave Meyers             |
| 2020                    | Wonder                                                            | Matty Peacock           |
| 2020                    | Monster (con Justin Bieber)                                       | Colin Tilley            |
| 2021                    | Summer of Love (con Tainy)                                        | Matty Peacock           |
| 2022                    | It'll Be Okay                                                     | Jay Martin              |
| 2022                    | When You're Gone                                                  | Jay Martin              |
| Come artista ospite     |                                                                   |                         |
| 2014                    | Oh Cecilia (Breaking My Heart) (The Vamps featuring Shawn Mendes) | Frank Borin             |